# Loxostylis
Loxostylis é um género botânico pertencente à família Anacardiaceae.